# SHL (motorfiets)

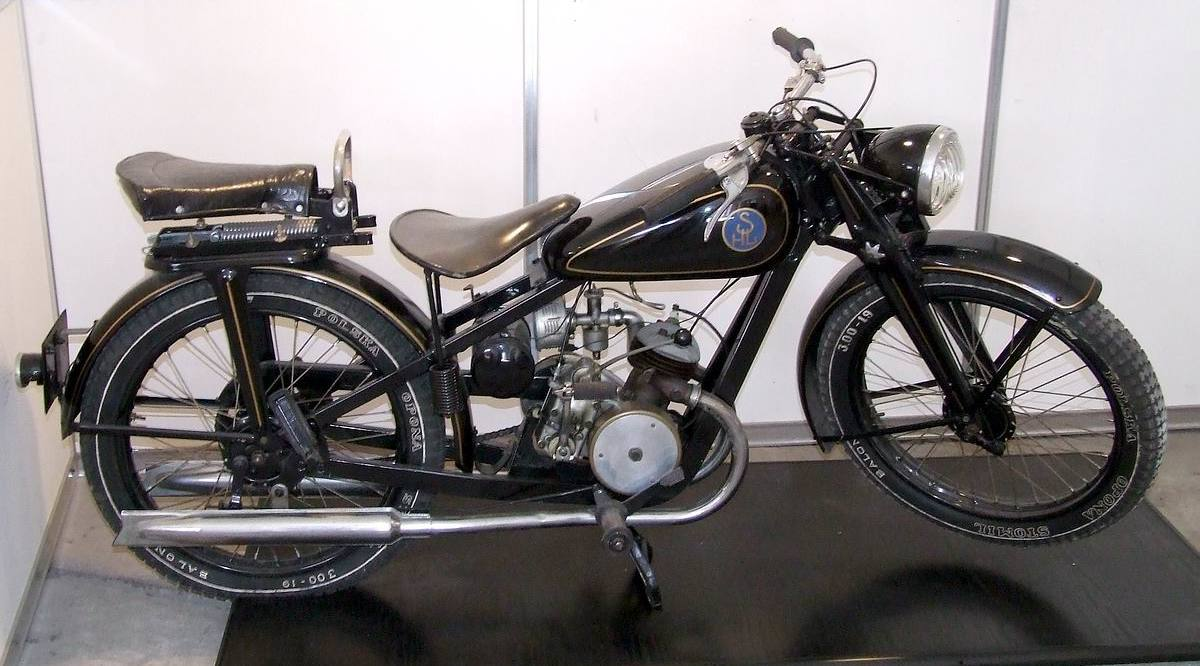
SHL 98 cc (± 1938)

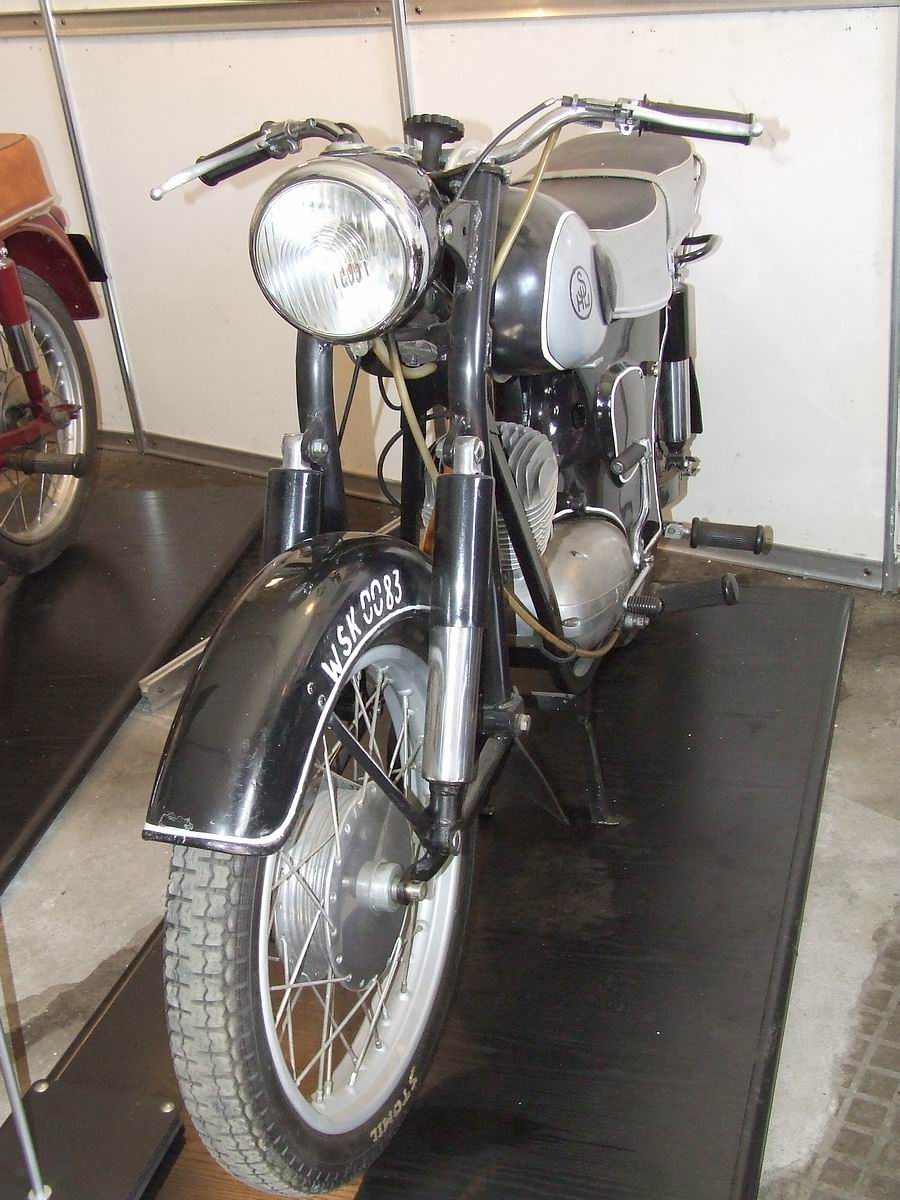
SHL M11 (175 cc) uit de jaren zestig

SHL is een Pools historisch merk van motorfietsen.
SHL: Suchedniowska Huta Ludwików, Kielce, later Kieleckie Zakłady Wyrobów Metalowych (KZWM) "Polmo-SHL" (1938-1970).

## 1938-1952
SHL bouwde vanaf 1938 motorfietsen met 98cc-Villiers-motor. Na 1945 werden er 123-, 148- en 174cc-tweetakten geleverd, die deels bij het bedrijf Mielec en bij WFM gebouwd werden. In feite nam SHL hiermee de productie van de Sokól M01 over, die was uitgerust met een buizenframe. Door materiaalschaarste kon Sokól deze machines slechts in kleine aantallen produceren. De 125cc-SHL-machientjes hadden van oudsher een frame in U-profiel. In 1952 werd de productie aanvankelijk beëindigd. In de voormalig Sokól-fabriek in Warschau ging WFM echter verder met de productie van gelijksoortige motorfietsen onder de eigen merknaam.

## 1958-1970
In 1958 begon men in een andere fabriek in Nowa Deba 150cc-modellen te produceren. In 1961 volgde een 175cc-model, de M11, die vanaf 1963 in India als "Rajdoot" in licentie geproduceerd werd. De 175cc-versie zou nog verschillende verbeteringen krijgen, tot aan de zeer futuristische M17 "Gazela". In 1970 werd de motorfietsproductie beëindigd.